# Guess Who (pel·lícula)
 Guess Who és una pel·lícula estatunidenca dirigida per Kevin Rodney Sullivan. És un remake de la famosa pel·lícula Endevina qui ve a sopar?.

## Argument
No hi ha res més preciós als ulls de Percy Jones que la seva filla adorada, Theresa. Per a aquest home segur d'ell, cap noi no serà prou bo per ser acceptat com a gendre. També, quan Theresa es prepara a presentar-li el seu nou promès, l'intransigent pare aprofita les seves funcions en un banc per investigar la situació financera del pretendent.
Tranquil·litzat en assabentar-se que l'home és un brillant agent de canvi, Percy es mostra impacient per conèixer-lo. Però la seva decepció és immensa quan descobreix que Simon és blanc.

## Repartiment
- Bernie Mac: Percy Jones
- Ashton Kutcher: Simon Green
- Zoë Saldaña: Theresa Jones
- Judith Scott: Marilyn Jones
- Hal Williams: Howard Jones
- Kellee Stewart: Keisha Jones
- Robert Curtis-Brown: Dante
- RonReaco Lee: Reggie
- Paula Newsome: Darlene
- Phil Reeves: Fred
- Sherri Shepherd: Sydney
- Nicole Sullivan: Liz Klein
- Jessica Cauffiel: Polly
- Jonell Kennedy: Winnie
- Niecy Nash: Naomi
- Kimberly Scott: Kimbra
- Denise Dowse: Lisa
- Richard Lawson: Marcus
- J. Kenneth Campbell: Nathan Rogers
- Chad Gabriel: Servent
- Alex Morris: Sacerdot
- James Eckhouse: Treballador #1
- Angel Viera: Treballador #2
- Amanda Tosch: Dona de Dante
- Lisa Kushell: Dona a l'ascensor
- Archie Kahn Iii: Ascensorista
- Carl Ciarfalio: Agent de la circulació
- Nicholaus Iamaleava: Petit amic samoà
- Andy Morrow: Empleat del go-kart
- Bryan Anthony: Ballarí
- Nadine Ellis: Ballarina
- Scott Fowler: Ballarí